# Ростовский молодёжный театр
Ростовский-на-Дону  академический молодёжный театр (РАМТ) (бывший Ростовский ТЮЗ им. Ленинского комсомола) — театр в городе Ростов-на-Дону.

## История театра

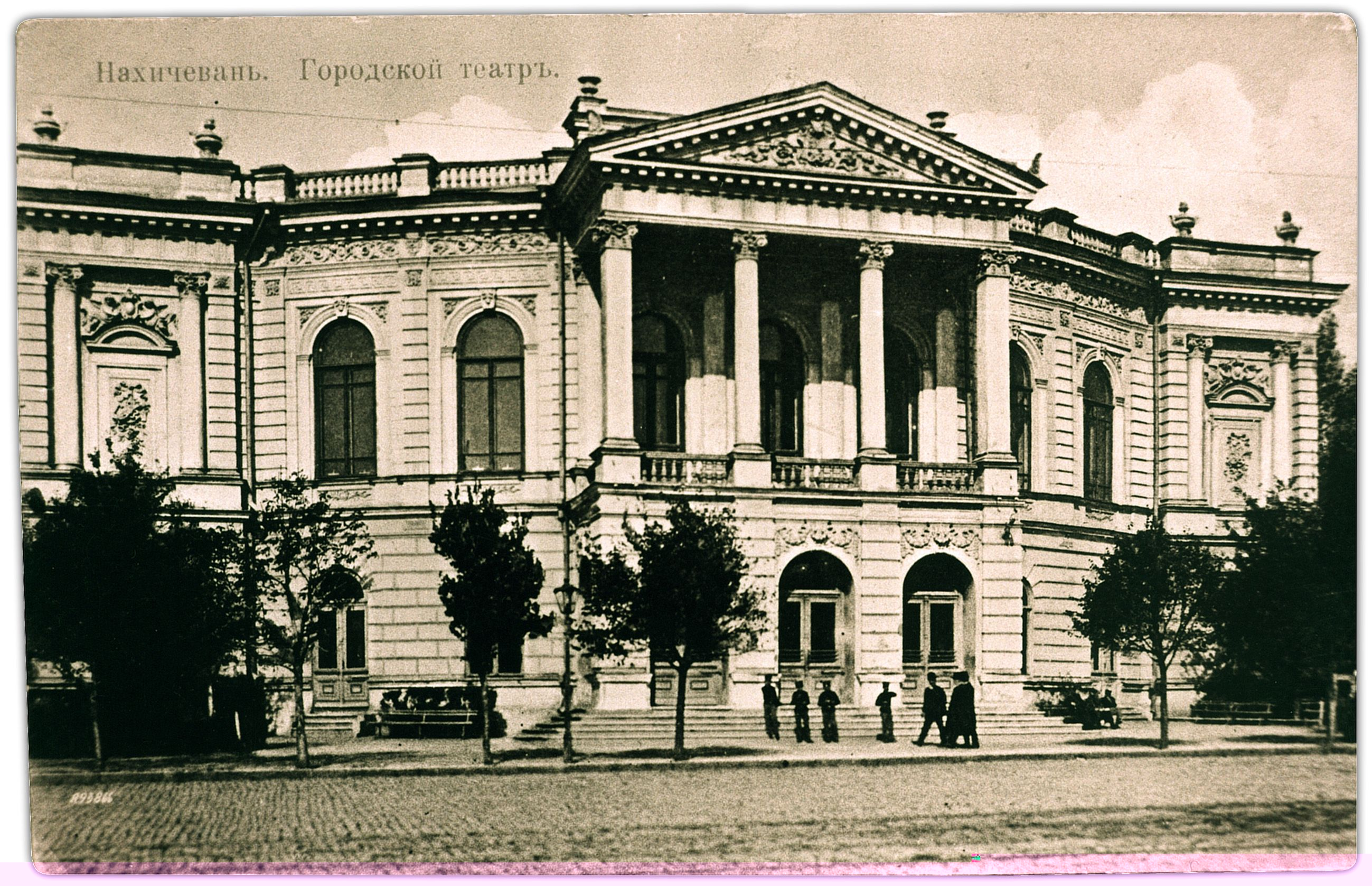
Здание Нахичеванского городского театра на дореволюционной открытке

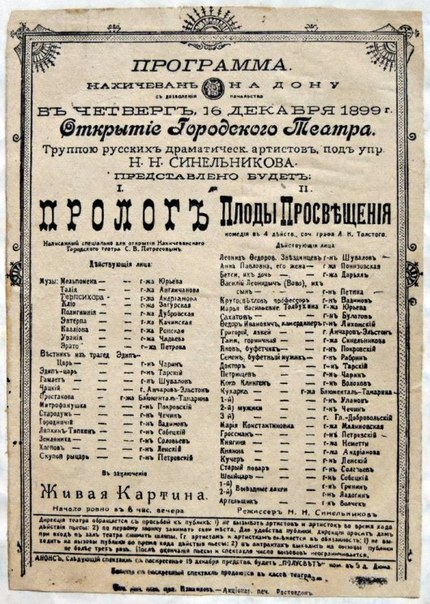
Афиша городского театра за 1899 год

30 марта 1894 года члены Нахичеванского общества любителей драматического искусства подали в городскую думу ходатайство «О сооружении здания городских общественных учреждений и помещения в нём театрального зала и местного коммерческого клуба». Гласные думы поручили городскому архитектору Николаю Дурбаху разработать проект театра. Возведение здания театра длилось четыре года и два месяца. 16 декабря 1899 года состоялось его открытие, а отделка интерьеров завершилась лишь к 1907 году. На первом спектакле играла  труппа знаменитого театрального деятеля Николая Николаевича Синельникова. Представление состояло из пролога, представившего зрителю постановку-аллегорию, и комедии Л.Н. Толстого в 4-х действиях «Плоды просвещения».
На протяжении своей театральной истории, начало которой можно отнести к 1930 году, когда с разницей в несколько месяцев были организованы Ростовский театр юного зрителя и ТРАМ – Театр рабочей молодёжи, в здании работали следующие труппы:
- Ново-Нахичеванский театр
- Рабочий театр
- Театр рабочей молодёжи (1929—1941?)
- Театр Комедии (1945?—1957)
- Молодёжный театр драмы им. Ленинского комсомола (1957—1964)
- Театр юного зрителя (1964—1996)
- Академический Театр юного зрителя (1997—2000)
- с 2001 года — Ростовский областной академический молодёжный театр[4].

Театр юного зрителя создан в 1964 году. Спектакли ТЮЗа были удостоены дипломов всесоюзных и всероссийских фестивалей. В 1997 году ТЮЗ получил звание академического. В 2001 году переименован в Ростовский областной академический молодёжный театр. Свои спектакли в театре ставили такие известные режиссёры как Артур Хайкин, Юрий Ерёмин, Вячеслав Гвоздков, Юрий Попов, Кирилл Серебренников и другие.
С 1980 по 1984 год театром руководил режиссёр Вячеслав Алексеевич Гвоздков.
С 1985 года театр возглавлял Владимир Чигишев.
С 1989 года на базе театра проводится международный театральный фестиваль спектаклей для детей и молодёжи «Минифест».
Режиссёр Кирилл Серебренников поставил на сцене театра спектакли «Сад Себастьяна», «Городок в табакерке» (1995), «Демон», «Я стою у ресторана» (1996), «Женитьба» (1997).

## Архитектура здания
Здание Ростовского областного академического молодёжного театра демонстрирует смешение стилей – барокко, ренессанса и классицизма. Оно имеет сложную структуру в плане. Треугольный фронтон, имеющий зубчики по всему периметру, опирается на четыре колонны коринфского ордера. В тимпане фронтона находится картуш. Окна обоих этажей имеют полуциркульные завершения, над окнами второго этажа имеются лучковые сандрики. Фриз здания обогащён изысканными цветочными мотивами. Боковые ризалиты украшены полуколоннами и лепниной. Центральная лоджия с трёх сторон огорожена балюстрадой из балясин. Первый этаж театра рустован. Театральное фойе, занавес и декорации были расписаны художником И. И. Крыловым. Зрительный зал театра имеет отличную акустику, при возведении его стен был использован древний способ - под потолком вмурованы амфоры с горлышками, открытыми в зал. Трёхъярусный зал на 650-700 мест имеет форму втянутого полукруга, что приближает зрителя к сцене. Пол зала, при помощи домкратов мог приводиться в горизонтальное положение, что использовалось, например, при организации балов, и других многолюдных увеселительных мероприятий Благодаря реконструкции, начатой в 1983 году, общая площадь увеличилась более чем в два раза: были пристроены помещения производственных цехов, гримуборных, малой и экспериментальной сцен.

## Рок-группа
Одной из особенностей театра являлась штатная Рок-группа «3-е направление» игравшая на сцене Молодёжного театра с 1987 года. Наиболее ярко группа заявила о себе во время постановки рок-драмы «Собаки» (1987). В состав группы входили два театральных композитора: Алексей Екимов (клавишные) и Геннадий Маслов (клавишные, ушёл из жизни зимой 2013), которые писали почти всю музыку для театральных спектаклей, а также Александр Машинистов (бас-гитара), Эдуард Латыпов (ударные) и Алексей Дубровин (гитара).

## Труппа театра
- Бахарев, Андрей Алексеевич (2017-...)
- Беланов, Сергей Васильевич (1999-...)
- Блинова, Ирина Владимировна (1981-..)
- Вернигоров, Борис Николаевич (2008-...)
- Волков, Григорий Анатольевич (2012 -...)
- Воробьев,Владимир Яковлевич (1982-...) Заслуженный артист РФ
- Гайдаржи, Александр Витальевич (2014-...)
- Гуревнин, Сергей Константинович (1992-...)
- Гусева, Александра Сергеевна (2022 - ...)
- Диденко, Арина Николаевна (2016-...)
- Зайцева, Анжелика Федоровна (2007-...) Заслуженная артистка Республики Бурятия
- Закоптелова Наталья Сергеевна (2020 - ...)
- Зиброва, Оксана Владимировна (2005-...) Заслуженная артистка Республики Северная Осетия - Алания
- Зуев, Дмитрий Львович (1986-...)
- Искворина, Валерия Владимировна (1984-...) Заслуженная артистка РФ
- Кошельский Роман Андреевич (2022 - ...)
- Кусков, Вячеслав Владимирович (1994-...)
- Лобанова, Маргарита Александровна (1965-...)Заслуженная артистка РФ
- Лунёва, Екатерина Денисовна (2020 - ...)
- Лысенкова, Светлана Борисовна (1993-...)
- Львов, Владислав Валерьевич (2020 - ...)
- Львова, София (2020 - ...)
- Мелентьева, Людмила Анатольевна (2007-...)
- Меринов, Роман Александрович (2001-...)
- Овчинников, Евгений Геннадьевич (2007-...) Заслуженный артист Республики Бурятия
- Огородников, Рустам Исмаилович (2022 - ...)
- Петрякова, Анастасия Александровна (2021 - ...)
- Пономарёва, Екатерина Евгеньевна (2022 - ...)
- Рубан, Артём Аркадьевич (2017 - ...)
- Саюшкина, Юлия Алексеевна (2017 - ...)
- Семикопенко, Александр Семенович  (2010-...) Заслуженный артист РФ
- Соболь, Александр Васильевич (2017 - ...)
- Тихомиров, Антон Александрович (2020 - ...)
- Филатов, Юрий Юрьевич (1988-...) Заслуженный артист РФ
- Ханжаров, Николай Мигдатович (1989-...) Заслуженный артист РФ
- Хотеенкова, Инна Владимировна (2016-...)
- Цыганок, Эльвира Павловна (2002-...)
- Чумакина, Юлия Евгеньевна (2014-...)
- Щёлокова, Ольга Викторовна (1980-...) Заслуженная артистка РФ

### В театре работали
- Бушнов, Михаил Ильич (1951—1962)
- Жигунов, Сергей Викторович (1980—1981)
- Карлышева, Марина Сергеевна
- Лелянова, Лариса Олеговна (2007—2011)
- Ливанов, Аристарх Евгеньевич
- Мартиросьян, Георгий Хачатурович
- Михолап, Таисия Сергеевна
- Рузанов, Владимир Александрович
- Самохина, Анна Владленовна (1982—1989)
- Чиндяйкин, Николай Дмитриевич (1968—1973)[13]
- Шанаурин, Вадим Валерьевич

### Выдающиеся постановки прошлых лет
- 1971 — «Старший сын» А. В. Вампилова
- «Собаки» (рок-драма) К. Сергиенко. Режиссёр: Владимир Чигишев[8]
- «Гамлет» Шекспира. Режиссёр: Владимир Чигишев
- «Много шума из ничего» Шекспира. Режиссёр: Владимир Чигишев
- «Три сестры» А. П. Чехова

## Адрес театра
344019, Ростов-на-Дону, пл. Свободы, 3.